# Pseudopezicula tracheiphila
Pseudopezicula tracheiphila är en svampart som först beskrevs av Müll.-Thurg., och fick sitt nu gällande namn av Korf & W.Y. Zhuang 1986. Pseudopezicula tracheiphila ingår i släktet Pseudopezicula och familjen Helotiaceae.   Inga underarter finns listade i Catalogue of Life.